# ミラン・ホッジャ
ミラン・ホッジャ（スロバキア語: Milan Hodža、1878年2月1日 - 1944年6月27日）は、スロバキアの政治家。1935年から1938年までチェコスロバキア首相を務めた。

## 来歴
オーストリア＝ハンガリー帝国（当時）のスチャニ（Sučany）生まれ。ブダペストおよびウィーンの大学で学んだのち、ブダペストでジャーナリストとして活動し、日刊紙『スロバキア日報（Slovenský denník）』や週刊紙『スロバキア週報（Slovenský týždenník）』の編集に携わった。また当時唯一のスロバキア人政党であったスロバキア国民党に参加し、主に農業問題に関わった。第一次世界大戦中は、スロバキア国民評議会に加わり、チェコスロバキアの独立運動に参加した。
独立後、チェコスロバキア農業党の有力者として、農業大臣（1922–1926、1932–1935)、教育大臣（1926–1929)、外務大臣（1935–1936)、首相 (1935–1938)など政府の要職を歴任した。しかし1938年のミュンヘン協定受諾を強いられ、辞任を余儀なくされた。その後、スイス、フランス、イギリス、アメリカで亡命生活を送り、フロリダ州で客死した。
また1921年からコメニウス大学で近代史を講じた。